# Łyżwiarstwo szybkie na Zimowych Igrzyskach Olimpijskich 1972 – bieg na 5000 m mężczyzn
Bieg na 5000 metrów mężczyzn w łyżwiarstwie szybkim na Zimowych Igrzyskach Olimpijskich 1972 rozegrano 4 lutego na torze Makomanai Open Stadium. Mistrzem olimpijskim na tym dystansie został Holender Ard Schenk. 

## Wyniki
| Miejsce | Zawodnik                | Państwo           | Czas    |
| ------- | ----------------------- | ----------------- | ------- |
| 01 !    | Ard Schenk              | Holandia          | 7:23,61 |
| 02 !    | Roar Grønvold           | Norwegia          | 7:28,18 |
| 03 !    | Sten Stensen            | Norwegia          | 7:33,39 |
| 4       | Göran Claeson           | Szwecja           | 7:36,17 |
| 5       | Willy Olsen             | Norwegia          | 7:36,47 |
| 6       | Kees Verkerk            | Holandia          | 7:39,17 |
| 7       | Walerij Ławruszkin      | ZSRR              | 7:39,26 |
| 8       | Jan Bols                | Holandia          | 7:39,40 |
| 9       | Gerd Zimmermann         | RFN               | 7:41,16 |
| 10      | Dan Carroll             | Stany Zjednoczone | 7:44,72 |
| 11      | Kimmo Koskinen          | Finlandia         | 7:45,15 |
| 12      | Johnny Höglin           | Szwecja           | 7:45,68 |
| 13      | Kiyomi Ito              | Japonia           | 7:45,96 |
| 14      | Örjan Sandler           | Szwecja           | 7:47,92 |
| 15      | Giancarlo Gloder        | Włochy            | 7:55,77 |
| 16      | Osamu Naito             | Japonia           | 7:56,97 |
| 17      | Bruno Toniolli          | Włochy            | 7:57,30 |
| 18      | Jouko Salakka           | Finlandia         | 7:57,42 |
| 19      | Kevin Sirois            | Kanada            | 8:02,66 |
| 20      | Charles Gilmore         | Stany Zjednoczone | 8:03,04 |
| 21      | Clark King              | Stany Zjednoczone | 8:07,20 |
| 22      | David Hampton           | Wielka Brytania   | 8:07,85 |
| 23      | Colin Coates            | Australia         | 8:09,35 |
| 24      | Richard Tourne          | Francja           | 8:11,52 |
| 25      | Andy Barron             | Kanada            | 8:11,84 |
| 26      | John Blewitt            | Wielka Brytania   | 8:16,75 |
| 27      | Herbert Schwarz         | RFN               | 8:26,03 |
| 28      | Luwsanlchagwyn Dasznjam | Mongolia          | 8:30,47 |